# Carice van Houten
Carice Anouk van Houten (phát âm tiếng Hà Lan: [kaˑˈris ɑˈnuk vɑn ˈɦʌu̯tə(n)]) sinh ngày 5 tháng 9 năm 1976) là một nữ diễn viên và ca sĩ người Hà Lan. Cô đóng vai Melisandre trong sê-ri truyền hình Trò chơi vương quyền từ năm 2012. Trên bình diện quốc tế, cô được biết đến với các vai diễn Anh ngữ trong những bộ phim như Valkyrie (2008), Repo Men cùng Black Death (2010) và Black Book, bộ phim Hà Lan thành công thương mại nhất cho đến nay.
Là một nữ diễn viên rất nổi tiếng ở Hà Lan, cô đã giành giải Bê vàng cho nữ chính xuất sắc nhất cho các vai diễn của cô trong Suzy Q (1999), Undercover Kitty (2001), Black Book (2006), The Happy Housewife (2010) và Black Butterflies (2011). Tại Mỹ cô cũng nhận hai đề cử giải Sao Thổ. Trong vai trò ca sĩ, Van Houten phát hành một album pop-rock mang tên See You on the Ice năm 2012. Cô là người chị sinh đôi của nữ diễn viên Jelka van Houten.

## Danh mục phim
| Năm  | Tên phim                                | Vai diễn                            | Ghi chú |
| ---- | --------------------------------------- | ----------------------------------- | --- |
| 1997 | 3 ronden                                | Emily                               | |
| 1998 | Ivory Guardians                         | unknown                             | |
| 1999 | Suzy Q                                  | Suzy                                | Golden Calf for Best Acting in a Television Drama |
| 2001 | Storm In Mijn Hoofd                     | Erwtenbloesem/Titania               | |
| 2001 | AmnesiA                                 | Sandra                              | |
| 2001 | Undercover Kitty (Miss Minoes)          | Minoes                              | Golden Calf for Best Actress |
| 2002 | The Wild Boar                           | Pandora                             | |
| 2003 | Father's Affair                         | Monika                              | |
| 2005 | Black Swans                             | Marleen                             | Đề cử — Golden Calf for Best Actress |
| 2005 | Lepel                                   | Juffrouw Broer                      | |
| 2005 | Knetter                                 | Lis                                 | |
| 2006 | Ik Omhels Je Met 1000 Armen             | Samarinde                           | |
| 2006 | Black Book                              | Rachel Stein/Ellis De Vries         | Golden Calf for Best Actress Rembrandt Award for Best Actress Đề cử — European Film Award for Best Actress Đề cử — Saturn Award for Best Actress Đề cử — German Film Award for Best Actress Đề cử — Chicago Film Critics Association Award for Best Actress Đề cử — Online Film Critics Society Award for Best Actress |
| 2007 | Alles is Liefde                         | Kiki Jollema                        | Rembrandt Award for Best Actress |
| 2008 | Dorothy Mills                           | Jane Van Dopp                       | |
| 2008 | Valkyrie                                | Nina Schenk Gräfin von Stauffenberg | Đề cử — Saturn Award for Best Supporting Actress |
| 2009 | Komt een vrouw bij de dokter (Stricken) | Carmen                              | Rembrandt Award for Best Actress |
| 2009 | From Time to Time                       | Maria Oldknow                       | |
| 2010 | Repo Men                                | Carol                               | |
| 2010 | De Gelukkige Huisvrouw                  | Lea                                 | Golden Calf for Best Actress |
| 2010 | Black Death                             | Langiva                             | |
| 2010 | Satisfaction                            |                                     | |
| 2011 | Intruders                               | Susanna                             | |
| 2011 | Black Butterflies                       | Ingrid Jonker                       | Golden Calf for Best Actress |
| 2011 | Vivaldi                                 | Julietta                            | |
| 2012 | Game of Thrones                         | Melisandre                          | |
| 2012 | Jackie                                  | Sophie                              | |

## Đĩa nhạc
- Black Book (2007)
- See You on the Ice (2012)[4]

## Giải thưởng
Điện ảnh

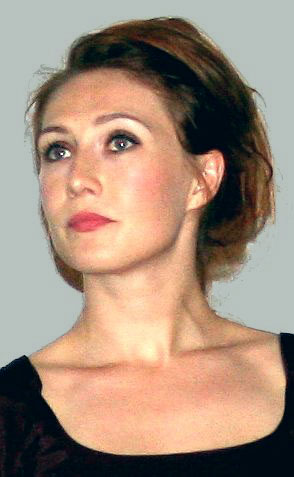
Van Houten tại buổi công chiếu phim Dorothy

- Golden Calf 1999: Best TV Actress – Suzy Q
- Camério (2002): Best Actress – Undercover Kitty
- Golden Calf 2002: Best Actress – Undercover Kitty
- Artek (2005): Best Actress – Undercover Kitty
- Golden Calf 2006: Best Actress – Black Book
- Rembrandt Award 2009: Best Actress – Komt een vrouw bij de dokter (Stricken)
- Tribeca Film Festival 2011: Best Actress in a Narrative Feature Film - Black Butterflies

Sân khấu
- Pisuisse Prize (1999)
- Top Naeff Prize (2000)

Khác
- ELLE Personal Style Award 2006